# 大月ウルフ
大月 ウルフ（おおつき ウルフ、1934年8月27日 - 2020年8月）は、日本の俳優。本名：ウルフ・ゲオルギー＝ヘミング（Ulf Georgii-Hemming）、日本名は大月 良雄（おおつき よしお）。青山学院大学卒業。以前は国際プロ、劇団三期会、東京俳優生活協同組合に所属していた。

## 来歴・人物
東京市生まれ。出生場所は聖路加国際病院。父はロシア系スウェーデン人建築家のヨスタ・ゲオルギー＝ヘミング、母は日本人ピアニストの大月投網子。ピアニストのフジコ・ヘミングは実姉。歌手の橋本潮は従姪（橋本の母がフジコ、ウルフのいとこ）。名前の「ウルフ（Ulf）」は「騎士」を意味している。22歳までに父の母国スウェーデンに入国しなかったために無国籍となっていたが、1972年に母とともに日本に帰化した。
中学生の頃から舞台に出演し始める。1963年3月に結婚。妻とは伊藤道郎の舞踊研究所で知り合い、浄土宗僧侶の義父が経営する江戸川区東小松川の幼稚園で舞踏の指導員とスクールバス運転手を務めた。舞踏については千葉県市川市の幼稚園でも指導した。俳優座養成所第5期生で、同期には俳優・平幹二朗や映画監督・藤田敏八がいるが、特に出演作のないままジェームス三木と共に退所した。
特撮番組に複数出演しており、パントマイムを取り入れた独特の演技で『大鉄人17』で演じたハスラー教授をはじめ、外国人役や神父の役を多く演じた。
2015年、高齢ながら『仮面ライダードライブ』で11年ぶりに特撮番組への出演を果たした。
カフェ・テアトロ『ラ・カンパネラ』フジ子・ヘミング記念芸術館のオーナーも務めていた。
NHK総合テレビで放送された『ファミリーヒストリー』では、フジコがゲスト出演した2020年2月24日放送分にVTRで別途出演した。
2021年1月26日号の『婦人公論』でのフジコへのインタビュー記事で、ウルフが2020年8月に死去したことが明かされた。

## エピソード
- 片言の日本語や外国語を喋る役が多いが、ウルフ本人は英語を喋ることはできない[4][2]。
- マクドナルドが日本展開する際にドナルド役のオファーがあったが、当時悪役を多く演じていたことから断っている[4]。

## 出演歴

### テレビドラマ
- 忍者部隊月光（1964年、CX）
  - 第5話「隠密誘拐作戦（前編）」 - 世界連合代表 役
  - 第43話「地獄鍋作戦（前編）」 - 世界連合士官 役※「大月得夫」名義
- マグマ大使 第38話「さらば! 毒ガス怪獣サソギラス 水爆を探せ」、第39話「怪獣グラニア ただ今出現」（1967年、CX） - ジョージ山口（X26号） 役
- ジャイアントロボ 第20話「SOSジャイアントロボ」（1968年、NET） - BF団科学者B 役[注釈 1]
- 戦え! マイティジャック 第6話「マイティー号でぶちかませ!」（1968年、CX） - Q司令官 役
- ザ・ガードマン 第214話（1969年、TBS）
- フラワーアクション009ノ1 第9話「縁結びトランプ仁義」（1969年、CX）
- プレイガール 第225話（1969年、12CH）
- 江戸川乱歩シリーズ 明智小五郎 第14話（1970年、12CH）
- 天皇の世紀 第1・2話（1971年、ABC）
- 愛の戦士レインボーマン 第20話「M作戦をぶっ飛ばせ!!」、第21話「電流人間をやっつけろ!!」（1972年、NET） - 電流人間エルバンダ 役
- 朱鷺の墓（1970年、NHK） - カンタークージン大佐 役
- 必殺シリーズ
  - 必殺仕掛人 第27話「横を向いた仕掛人」（1972年、ABC / 松竹） - ロドリコ神父 役
  - 必殺仕事人V・旋風編 第7話（1987年、ABC） - カピタン 役
  - 必殺仕事人ワイド 大老殺し 下田港の殺し技珍プレー好プレー（1987年、ABC） - ハリス 役
- 風雲ライオン丸 第22話「南蛮寺の秘密」（1973年、CX） - パードレー神父 役
- 隠密剣士 突っ走れ! 第6話（1974年、TBS） - 南蛮人・ロドリゲス 役
- 電撃!! ストラダ5 第12話「殺人マシンを狙撃せよ!」（1974年、NET） - 狙撃犯イーグル 役
- 電人ザボーガー 第17話「殺人キック! メカボーグチーム」（1974年、CX） - 宝石商 役
- 正義のシンボル コンドールマン 第8・11 - 13話（1975年、NET） - J・ゴードン 役
  - 第8話「やったぞ! 3段化身」
  - 第11話「ゼニクレージー大反撃」
  - 第12話「魔のトライアングル作戦」
  - 第13話「大血戦! モンスター砦」
- 仮面ライダーシリーズ
  - 仮面ライダーストロンガー 第11話「カメレオーン! 悪魔のフイルム!?」（1975年、MBS） - カザール国王 役
  - 仮面ライダースーパー1 第1話「惑星用改造人間の大変身」（1980年、MBS） - ヘンリー博士 役
  - 仮面ライダードライブ （2015年、EX） - ハーレー・ヘンドリクソン博士 役[注釈 2]
    - 第13話「私の弟にはなぜブレーキがないのか」
    - 第17話「デッドヒートを制するのはだれか」
    - 第47話「友よ、君はだれに未来を託すのか」
- 宇宙鉄人キョーダイン 第1話「バンザイ!! 兄弟ロボット」、第2話「出た! ロボット戦車」（1976年、MBS） - ハインケル中佐 役
- 太陽にほえろ! 第191話「冬の女」（1976年、NTV） - 神父
- 忍者キャプター 第41話「笑う人形」（1977年、12CH） - レスター博士 役
- 大鉄人17 レギュラー（1977年、MBS） - ハスラー教授 役
- 透明ドリちゃん 第14話「SF少年ジュン」（1978年、ANB） - 影の国の警察官 役
- 大都会 PARTII 第41話「野良犬の恋歌」（1978年、NTV）
- 池中玄太80キロ(1980年 - 1982年 NTV）- 神父 役
  - 第1シリーズ (1980年)
  - 第2シリーズ (1981年)
  - ビッグスペシャル第1部 (1982年)
  - さよならスペシャル（1992年）
- 江戸川乱歩の黄金仮面II 桜の国の美女（天知茂の明智小五郎シリーズ）（1980年、ANB） - ジェラール警部 役
- ミラクルガール 第19話「地上最強の美女対必殺邪拳」（1980年、12ch / 東映） - ミスター・シャリフ
- 加山雄三のブラック・ジャック 第5話「魔王大尉」（1981年、ANB）
- 二百三高地 愛は死にますか（1981年、TBS） - ロシア軍将校捕虜 役
- 東映不思議コメディーシリーズ（CX）
  - ロボット8ちゃん 第29話「わ!! ナンヤカンヤで大爆発」（1982年） - ナンヤカンヤ 役
  - バッテンロボ丸 第12話「さあ大変! 悪の味方にへんしんだ!」（1982年）
  - ペットントン 第22話「セロリ姫のひなまつり」（1984年） - アラビアの詐欺師
  - おもいっきり探偵団 覇悪怒組 第13話「魔天郎の大魔術」（1987年）
  - じゃあまん探偵団 魔隣組 第4話「ジゴマの森の秘密」（1988年） - 神父 役
  - 美少女仮面ポワトリン 第3話「進学塾の秘密」（1990年） - 天才開発塾塾長 役
- セーラー服と機関銃 第6話（1982年、CX）
- おゆう （1983年、TBS）
- 眠狂四郎 無頼控 第12話（1983年、TX） - ヨハネス 役
- ニュードキュメンタリードラマ昭和 松本清張事件にせまる 第16回（1984年、ANB）
- 世界忍者戦ジライヤ 第8話「暗殺はデートの後で」（1988年、ANB） - 剛忍アブダダ 役
- 電脳警察サイバーコップ 第7話「殺人ジェット!! 東京市街戦」（1988年、NTV） - ウルフ 役
- スーパー戦隊シリーズ（ANB）
  - 高速戦隊ターボレンジャー 第48話「流れ暴魔の秘密」（1990年） - カシム 役
  - 五星戦隊ダイレンジャー 第7話「裏切り者ォッ!」、第8話「おやじぃぃッ!」（1993年） - 大僧正リジュ / ノコギリ大僧正 役
  - 忍者戦隊カクレンジャー 第45話「慌てん坊サンタ」（1994年） - 長老サンタクロース 役
- お願いデーモン! （1993年、CX） - 死神博士 役
- 松本清張サスペンス特別企画・熱い絹（1998年、YTV） - リ・ジチウン 役
- 中学生日記 （NHK）

### その他のテレビ番組
- マジカル頭脳パワー!! / マジカルミステリー劇場 第45話「パリ画伯の謎」（1992年、NTV） - 整形医カール 役
- 中居正広の金曜日のスマたちへ（2010年、TBS）
- ファミリーヒストリー（2020年、NHK）[7]

### 映画
- 眠狂四郎女妖剣（1964年 大映）
- 沖縄（1970年）- サージェント 役
- 戦争と人間 第二部・愛と悲しみの山河（1971年 日活） - イワーノフ 役
- ゴジラ対メガロ（1973年 東宝） - 灰色の服の男 役[8][3]
- 混血児リカ ひとりゆくさすらい旅（1973年 東宝） - ジョージ 役
- トラック野郎・故郷特急便（1979年 東映） - バーナード 役
- 二百三高地（1980年 東映） - ロシア軍将校捕虜 役
- タンポポ（1985年 東宝） - 医者
- ノストラダムス戦慄の啓示（1994年 東映） - ノストラダムス 役
- フジコ・ヘミングの時間（2018年 日活）

### その他
- 横浜博覧会・三和みどり館「夢座」（プレショー映像 1989年） - 北斗一星博士 役

## 大月ウルフを演じた俳優
- ウエンツ瑛士：『フジ子・ヘミングの軌跡』（2003年10月17日フジテレビ）